# Cattedrale della Santa Trinità (Gibilterra)
La cattedrale della Santa Trinità (in inglese Cathedral of the Holy Trinity) è la cattedrale anglicana di Gibilterra e sede della Diocesi di Gibilterra in Europa, con giurisdizione in Europa ad esclusione di Regno Unito e Irlanda ma compresa l'Islanda, territori ex-sovietici, Marocco e Turchia. La cattedrale  è situata in Piazza Duomo e a volte è indicata semplicemente come "Cattedrale di Gibilterra", anche se non deve essere confusa con la Cattedrale di Santa Maria Incoronata, la cattedrale cattolica di Gibilterra. La cattedrale anglicana è particolarmente degna di nota per la sua architettura moresca e soprattutto nel suo uso di archi a ferro di cavallo.

## Storia
La chiesa fu originariamente edificata per soddisfare le esigenze dei fedeli anglicani nella popolazione civile di Gibilterra, mentre la Cappella del Re era riservata principalmente ad uso militare. John Pitt, II conte di Chatham, giunto nel 1820 come governatore di Gibilterra, convinse il governo britannico a vendere un edificio abbandonato e utilizzare i soldi per costruire una chiesa nella colonia.
La costruzione iniziò nel 1825 e la chiesa fu completata nel 1832. L'architetto è sconosciuto.
La chiesa è stata consacrata nel 1838 dall'arcidiacono Edward Burrow in presenza della regina vedova Adelaide, moglie di Guglielmo IV. La chiesa è stata elevata al rango di cattedrale nel 1842, con la creazione della diocesi di Gibilterra, al momento dell'intronizzazione di George Tomlinson come primo Vescovo di Gibilterra in Europa.
La cattedrale non ha subito danni significativi durante la seconda guerra mondiale. L'esplosione della RFA Bedenham il 27 aprile del 1951 ha causato danni rilevanti alla cattedrale, sollevando il tetto e distruggendo le vetrate. Ai lati dell'edificio sono state poste nuove vetrate, mentre i frammenti delle vecchie sono stati usati per costruire la nuova vetrata che rimane nella parete est, sopra l'altare maggiore. La cattedrale ha necessitato  nel complesso un ampio lavoro di riparazione e non è rientrata in uso se non a Natale dello stesso anno.